# ثيميدين
الثيميدين أو ثيميدين منقوص الأكسجين أو 5-ميثيل يوريدين منقوص الأكسجين (بالإنجليزية: Thymidine )‏ هو بيريميدين وريبونوكليوسيد منقوص الأكسجين يتكون من قاعدة الثايمين والريبوز منقوص الأكسجين. يترابط الثيميدين مع الأدينوسين منقوص الأكسجين الدنا وفي الخلية البيولوجية يستخدم لمزامنة الخلايا في المرحلة المبكرة ج1 من المرحلة س لانقسام الخلايا.
قبل الانتشار الكبير لاستخدام الثيميدين في إنتاج الدواء المضاد للفيروسات الرجعية الزيدوفودين (ZDV)، كان معظم ثيميدين العالم يستخرج من نطفة سمك الهيرنغ.، لا يوجد الثيميدين تقريبا سوى في الدنا، ويظهر كذلك في الحلقة T للرنا الناقل.

## روابط خارجية
- الثيميدين على موقع بوب كيم.